# St. Gumbertus und Urban

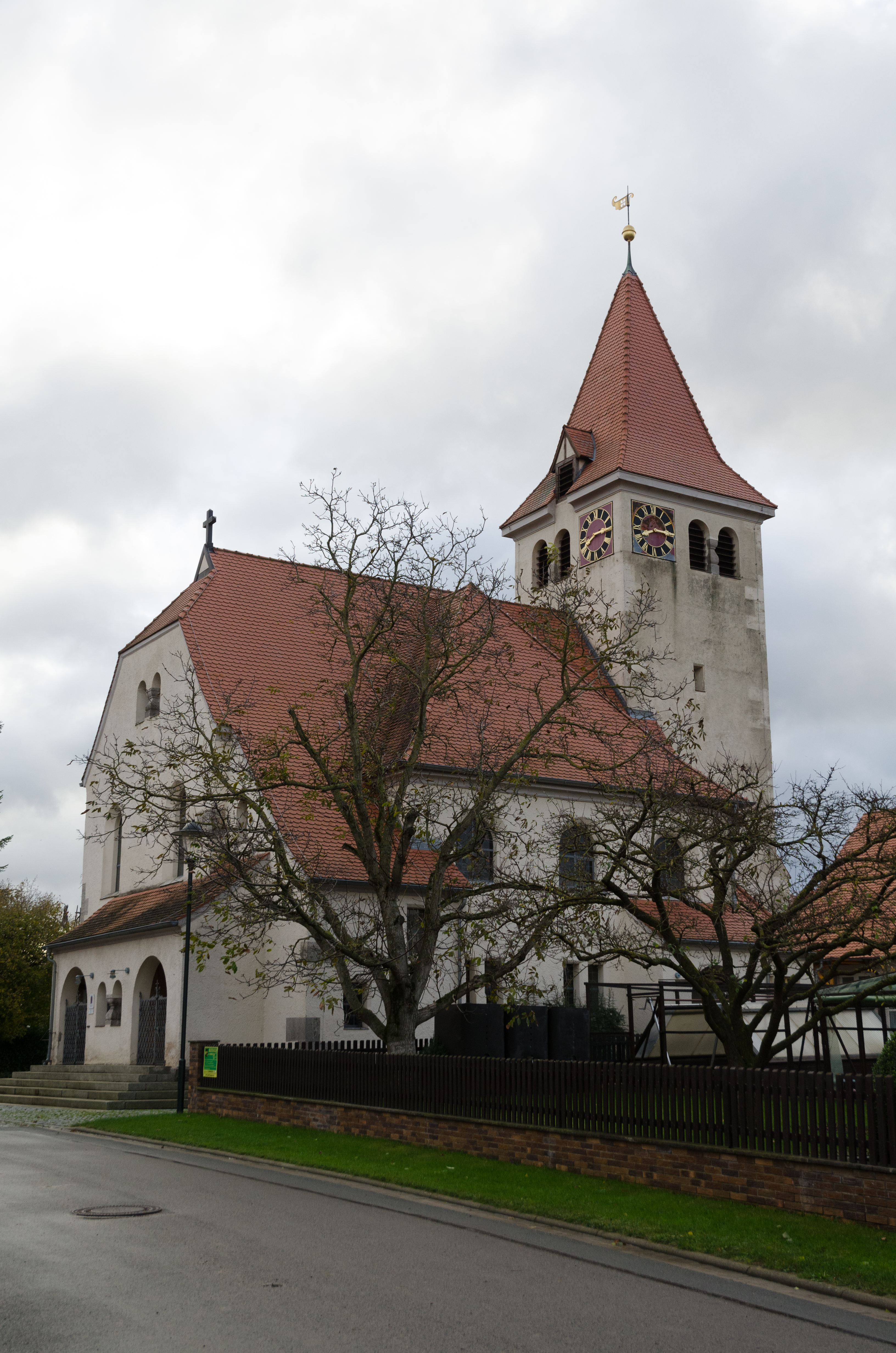
St. Gumbertus und Urban in Ottenhofen

Die denkmalgeschützte, evangelisch-lutherische Filialkirche St. Gumbertus und Urban steht in Ottenhofen, einem Gemeindeteil des Marktes Marktbergel im Landkreis Neustadt an der Aisch-Bad Windsheim (Mittelfranken, Bayern). Die Kirche ist unter der Denkmalnummer D-5-75-143-38 als Baudenkmal in der Bayerischen Denkmalliste eingetragen. Die Kirche gehört zur Pfarrei Marktbergel im Dekanat Bad Windsheim im Kirchenkreis Ansbach-Würzburg der Evangelisch-Lutherischen Kirche in Bayern.

## Beschreibung
Die erste Kapelle wurde im Städtekrieg 1387–1389 zerstört. Um 1400 wird die zweite Kirche gebaut. Sie stand bis 1911 inmitten des jetzigen Friedhofs. Wegen sehr schlechter Bausubstanz wurde diese Kirche abgerissen und die jetzige Saalkirche gebaut, die am 30. Oktober 1910 eingeweiht wurde. Sie besteht aus einem Langhaus, das mit einem Satteldach bedeckt ist, und mit einem Risalit nach Westen verbreitert wurde, dem viergeschossigen Chorturm im Süden und dem Vestibül im Norden, das mit einem Pultdach bedeckt ist. Das alte  Portal in der Südostmauer stammt vom Vorgängerbau. Das oberste Geschoss des Chorturms, der mit einem vierseitigen Knickhelm bedeckt ist, beherbergt die Turmuhr und den Glockenstuhl. Der Altar, die Kanzel, das Taufbecken und der Orgelprospekt wurden vom Vorgängerbau übernommen. 